# Grube Heidkamp I
Die Grube Heidkamp I ist eine ehemalige Eisen-Grube des Bensberger Erzreviers in Bergisch Gladbach. Das Gelände gehört zum Stadtteil Heidkamp. Das Mutungsgesuch stammt vom 15. März 1864. Die Verleihung erfolgte am 26. September 1865 auf Eisenstein. Der Hauptfundpunkt lag im südlichen Teil der Senefelder Straße. Hier hat die Firma Krüger GmbH & Co. KG ein großes Lagergebäude errichtet. Dadurch sind alle Relikte verloren gegangen. Über die Betriebstätigkeiten ist nichts Näheres bekannt.